# 丹妮絲·瑪潔特
丹尼斯·L·瑪潔特（英語：Denise L. Majette；1955年5月18日—）是美國喬治亞州的政治家，她是民主黨黨員、2003年至2005年眾議院喬治亞州第四選區國會議員。

## 生平

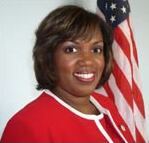
丹妮絲·瑪潔特在美國國旗前照相

瑪潔特出生在布魯克林，她就讀耶魯大學，並於1979年在杜克大學獲得法學博士學位。她的法律職業開始在北卡羅來納州作律師和森林大學的兼職法學教授。她居住在亞特蘭大市郊的石頭山。 1983年，瑪潔特被任命為喬治亞州國家委員會行政法官，1993年，喬治亞州任命她擔任迪卡縣法官九年。 
她辞去了法官职位並參選2002年喬治亞州第4選區眾議院議員。她击败了連任10年的辛西亞·麥金尼，因為麦金尼在911事件和支持美国穆斯林時引起了很大的爭議。麦金尼擁有58%至42%的支持度但仍然在這次選舉失敗。不過瑪潔特認為此次胜利相当于大选來說，這個地方仍是民主黨地盤、黑人多数的地区，因此不認為這次是光榮的勝利。
在國會，瑪潔特的投票記錄是稍微高於麥金尼的。儘管如此，她被認為是相當與民主黨政策違反的議員。除了其他問題之外，她支持美國平權法案、墮胎權、非法移民，而她反對學校代金券和死刑。 

## 后来的职业生涯
瑪潔特將有可能連任她的國會席位，只要她想要，鑑於第四選區嚴重支持民主黨（只有鄰區亞特蘭大第五選區被認為更加民主黨化）。然而，在留任眾議院或進入參議院中，瑪潔特選擇了接替參議院民主黨議員澤爾·米勒，他在2000年當選。米勒決定不完成任期，在參議院的喬治亞州民主黨人士皆感到吃驚。瑪潔特宣布，她將競選米勒的補額位置也引起了民主黨人的驚訝，因為她不是在備選名單中，民主黨人開始尋求候選人來替代米勒，當民主黨徵召她時，她宣布「上帝讓我不得不參選參議員」。
她参议員竞选口号是「I'll be nobody's Senator, but yours.」瑪潔特是喬治亞州第一个被提名參選参议員的非裔美国人及第一位妇女。
在大選之後，儘管她強烈攻擊她的共和黨對手：第6選區的國會議員強尼·艾薩克森，瑪潔特仍被徹底擊敗，選票低於艾薩克森18%。瑪潔特在2004年眾議員選舉輸給了麥金尼，麥金尼再度恢復了她的席位。
在2014年3月28日，喬治亞州最高法院取消了她的律師資格。 

## 外部連結
- Denise Majette for State Superintendent